# George Marx (Zoologe)

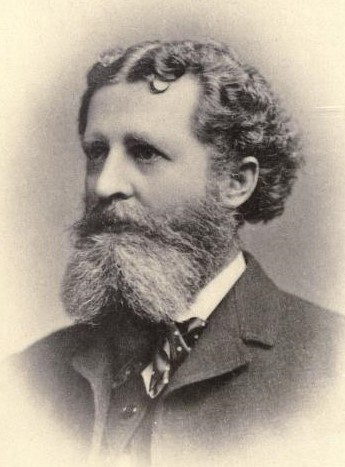
Porträt von George Marx (1838–1895)

George Marx (* 22. Juni 1838 in Lauterbach, Großherzogtum Hessen; † 3. Januar 1895 in Washington, D.C.) war ein deutsch-amerikanischer Arachnologe, wissenschaftlicher Illustrator und Mediziner.

## Leben

### Ausbildung
Marx war der Sohn eines Hofkaplans. Im Alter von vierzehn Jahren besuchte er das Gymnasium in Darmstadt. Sein Vater hegte den Wunsch, dass sein Sohn seine Nachfolge übernehmen sollte und so begann Marx sich mit Hebräisch auseinanderzusetzen. Während seiner Schulzeit interessierte er sich vornehmlich für Botanik und zeigte eine solche Fähigkeit als Künstler, dass er ein Buch über die örtliche Flora illustrierte. Gegen den Willen seines Vaters entschied er sich, Pharmazie zu studieren, weil er dadurch die Möglichkeit erhielt, sein Interesse an der Botanik zu verfolgen.

### Auswanderung nach Amerika und Dienst im Amerikanischen Bürgerkrieg

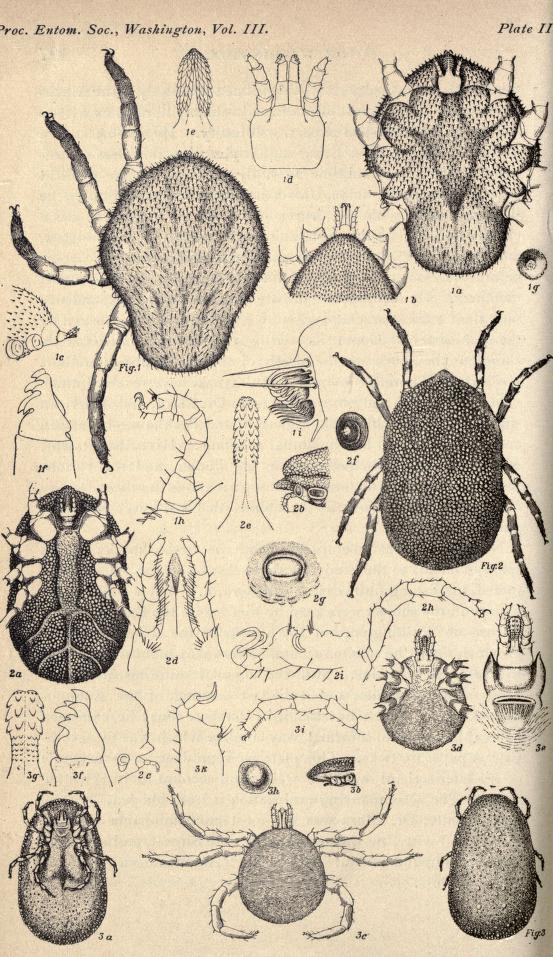
Tafel mit Zecken (Ixodida), illustriert von George Marx

Nach Abschluss seines Pharmaziestudiums in Gießen wanderte Marx 1860 in die Vereinigten Staaten aus. Bei Ausbruch des Bürgerkrieges trat er in die Unionsarmee ein und diente bis zur ersten Schlacht am Bull Run im Juli 1861 als einfacher Soldat. Wegen seiner medizinischen und pharmazeutischen Kenntnisse erhielt er einen Posten als Assistenzarzt bei der Sanitätstruppe. Im Juli 1862 wurde Marx wegen einer schweren Verwundung ehrenhaft entlassen.

### Berufliche Karriere und Forschung
Anschließend ließ sich Marx in New York City nieder und arbeitete für die Dauer des Krieges als Apotheker. 1865 zog er nach Philadelphia, eröffnete ein Geschäft und heiratete Minnie Maurer. Während seiner Zeit in Philadelphia, widmete er sich dem Sammeln und Studieren von Spinnentieren. 1878 zog er nach in Washington D.C., wo er als naturkundlicher Illustrator für das Landwirtschaftsministerium der Vereinigten Staaten (USDA) an der Abteilung für Entomologie tätig war. Marx machte sich einen Namen als versierter Künstler und viele von der Abteilung für Entomologie veröffentlichte Schriften enthielten Illustrationen von ihm. 1889 wurde er zum Leiter der neu gegründeten Abteilung für Illustrationen der USDA ernannt. 
Neben seiner Arbeit als Illustrator sammelte und studierte Marx weiterhin Spinnen. Er veröffentlichte 1881 seine erste Arbeit On Some New Tube-Constructing Spiders und verfasste weitere dreißig Artikel über Arachniden, von denen viele mit eigenen Zeichnungen illustriert wurden. Er wurde ein geschätzter Experte für Spinnen und arbeitete mit namhaften Arachnologen in Amerika und Europa zusammen, darunter Tord Tamerlan Teodor Thorell, Eugène Simon, James Henry Emerton und George Williams Peckham. Marx vollendete und brachte das Werk Die Spinnen Amerikas heraus, das durch den Tod des ursprünglichen Autors Eugen von Keyserling unvollendet geblieben war.
Marx war Mitbegründer und aktives Mitglied der Entomological Society of Washington und diente als Präsident der Organisation im Jahr 1891. Neben all seinen anderen Tätigkeiten fand er auch Zeit, sein Medizinstudium fortzusetzen und 1885 erlangte er den akademischen Grad Doktor der Medizin von der Columbian University (heute George Washington University).

## Dedikationsnamen
Nach Marx sind die Arten Aphonopelma marxi (Simon, 1891), Cosmophasis marxi (Thorell, 1890), Hypomma marxi (Keyserling, 1886), Philodromus marxi Keyserling, 1884, Satilatlas marxi Keyserling, 1886, Thymoites marxi (Crosby, 1906) und Trebacosa marxi (Stone, 1890) benannt.